# Crucitragus crucifer
Crucitragus crucifer är en skalbaggsart som först beskrevs av Aurivillius 1908.  Crucitragus crucifer ingår i släktet Crucitragus och familjen långhorningar.
Artens utbredningsområde är Kenya. Inga underarter finns listade i Catalogue of Life.